# Juva
A Yuva (Hindi: युवा, Urdu: یوا) egy 2004-es bollywoodi film Mani Ratnam rendezésében. 

## Szereplők
- Ajay Devgan … Michael Mukherjee
- Abhisek Baccsan … Lallan Singh
- Vivek Oberoi … Arjun
- Kareena Kapoor … Mira
- Ráni Mukherdzsi … Sashi Singh
- Esha Deol … Radhika
- Om Puri … Prosonjit Bhatacharya
- Anant Nag … Arjun apja

## Zene
- A. R. Rahman írta a zenét,  Mehboob a szövegeket:
- Dhakka Laga Bukka – A. R. Rahman, Karthik, Mehboob
- Khuda Hafiz – Sunitha Sarathy, Lucky Ali, Karthik
- Kabhi Neem Neem – A. R. Rahman, Madhushree
- Dol Dol – Blaaze, Shahin Badar
- Baadal – Adnan Sami, Alka Yagnik
- Fanaa – A. R. Rahman, Sunitha Sarathy, Tanvi

## Díjak

### 2004-esFilmfaredíjak
- Best Supporting Actor – Abhishek Bachchan
- Best Supporting Actress – Rani Mukerji
- Critics Award Best Movie – Mani Ratnam
- Best Screenplay – Mani Ratnam
- Best Art Direction – Sabu Cyril